# Yasser al-Habib
Ayatollah Yasser Al-Habib (Arabe: ياسر الحبيب) est un dignitaire religieux chiite. Il est né en 1979 au Koweït puis a émigré en Angleterre en 2004. Il a été arrêté au Koweït en novembre 2003, pour avoir critiqué et maudit Abu Bakr, Omar et Aïcha et condamné à une peine de 10 ans de prison par contumace.
En septembre 2010, il est déchu de la nationalité koweïtienne pour avoir critiqué Aïcha, une des épouses du Prophète,.
En octobre 2010, le Guide Suprême iranien l’Ayatollah Ali Khamenei a tenté de calmer les tensions entre chiites et sunnites en émettant une fatwa interdisant les critiques envers les compagnons et les femmes du Prophète. Ce qui n'a pas empêché Yasser al Habib de recommencer jusqu'à ce que le secrétaire général du Hezbollah condamne ses propos. Les deux savants chiites s'attaquent à travers des émissions de télé,.
Les chiites représentent 35 % de la population du Koweït soit 1 million d'individus.

## Activités
En juin 2010, le cheikh al-Habib a déplacé son bureau vers un nouveau bureau à Londres. Le nouveau bureau comprend : "Sayed al-Shuhada" Hosseiniyeh, "Hawzat al-Imamain al-Askariyain" (religieux à l'école). Comme il comprend des bureaux des membres de l'organisation "Khoddam al-Mahdi", Al-Menbar Media, Canal satellite Fadak, le quotidien chiite (The Shia Newspaper), Alqatrah website (Ce site est disponible en arabe, persan, allemand et anglais).
Yasser al-Habib a écrit le film La Dame du Paradis qui met en scène Fatima Zahra, fille de Mahomet, et son mari Ali ibn Abi Talib. Il s'agit du premier film à donner un « visage » à Mahomet.

## Fadak TV et Khoddam al-Mahdi
Yasser al-Habib est l'une des figures principales d'un canal satellite basé à Londres nommé Fadak TV, ce canal diffuse régulièrement des émissions consacrées à la religion, la politique et l'histoire islamique, ils y font venir différents intervenants en anglais, français, arabe et persan. 
La chaine a subi plusieurs enquêtes de la part de régulateurs de la télévision britannique après des allégations selon lesquelles elle aurait diffusé des sermons de haine et de diaboliques discours de la part d'une personnalité musulmane à l'égard de la population du Moyen Orient. Yasser al-Habib a été accusé d'avoir tenu des propos jugés offensants par les musulmans sunnites et d’avoir attisé des tensions sectaires dans le monde islamique. L'Ofcom qui règlemente les communications télévisées au Royaume-Uni, après enquête, a déclaré que la chaine Fadak TV enfreignait les règles et qu'ils prendraient des mesures énergétiques afin d'imposer des sanctions qui peuvent aller des amendes à la suppression de chaines télévisées.
The Charity Commission, l'organisation de réglementation des organismes de bienveillance au Royaume-Uni a ouvert une enquête sur les réelles activités du groupe et sur les fonds de charité levés en son nom.